# Yerington
Yerington è una città degli Stati Uniti, capoluogo della Contea di Lyon nello stato del Nevada. Nel censimento del 2000 la popolazione era di 2.883 abitanti.

## Storia
Il suo nome deriva da quello di Henry M. Yerington, soprintendente della ferrovia Virginia and Truckee Railroad dal 1868 al 1910.

## Geografia fisica
Secondo i rilevamenti dell'United States Census Bureau, la località di Yerington si estende su una superficie di 4,4 km², tutti occupati da terre.

## Popolazione
Secondo il censimento del 2000, a Yerington vivevano 2.883 persone, ed erano presenti 729 gruppi familiari. La densità di popolazione era di 655 ab./km². Nel territorio comunale si trovavano 1.359 unità edificate. Per quanto riguarda la composizione etnica degli abitanti, l'84,53% era bianco, lo 0,17% era afroamericano, il 6,24% era nativo e lo 0,38% era asiatico. Il 5,79% della popolazione apparteneva ad altre razze e il 2,88% a più di una. La popolazione di ogni razza ispanica corrispondeva al 15,44% degli abitanti.
Per quanto riguarda la suddivisione della popolazione in fasce d'età, il 24,7% era al di sotto dei 18, l'8,1% fra i 18 e i 24, il 22,2% fra i 25 e i 44, il 19,4% fra i 45 e i 64, mentre infine il 25,7% era al di sopra dei 65 anni di età. L'età media della popolazione era di 41 anni. Per ogni 100 donne residenti vivevano 99,1 maschi.